# Веттий Агорий Претекстат
Ве́ттий Аго́рий Претекста́т (лат. Vettius Agorius Praetextatus; ок. 315 — 384) — римский философ, представитель так называемого языческого возрождения, преторианский префект Италии при императоре Валентиниане II.

## Биография

### Ранние годы
Дата рождения Претекстата точно не установлена, однако известно, что он родился раньше Квинта Аврелия Симмаха и Вирия Никомаха Флавиана. Также известно, что в год своей смерти (384) он был женат на Аконии Фабии Паулине уже 40 лет. Исходя из этого, год его рождения определяется приблизительно между 314 и 319.
О семье Претекстата также нет точных сведений. Предположительно, его отцом был Гай Веттий Коссиний Руфин (префект Рима в 315—316). Предположение основано на его имени и общей с Претекстатом карьере (corrector Тусции и Умбрии, проконсул Ахайи, понтифик и авгур), что было обычно для сенаторской аристократии, когда сыновья занимали те же политические и религиозные должности, что и их отцы. Однако, значительная разница в датах (Претекстат был префектом Рима в 367), делает обоснованным и другое предположение, что Коссиний Руфин был отцом Веттия Руфина (консула 323 года), который и был отцом Претекстата.
Во всяком случае, точно известно, что род Претекстата относился к сенаторской аристократии. Среди его друзей были Квинт Аврелий Симмах, Луций Аврелий Авианий Симмах, Вирий Никомах Флавиан. Около 344 года Претекстат женился на Аконии Фабии Паулине, дочери Фабия Акония Катуллина Филоматия (префекта Рима 342—344 и консула 349). У них был сын, упомянутый в погребальной речи и автор надписи в честь своего отца, найденной в их доме на Авентине.

### Политическая и религиозная карьера
Претекстат занимал несколько религиозных должностей: понтифик Весты и Сола, авгур, тавроболий, иерофант, жрец Либера (бога вина) и Элевсинских мистерий. Кроме того, он имел следующие политически и административные посты: квестор, корректор Тусции и Умбрии, проконсул Ахайи, префект Рима, преторианский префект Италии (382 год), был избран консулом 385 года, но не успел вступить в должность.
Занимая должность городского префекта, он вернул папе Дамасию базилику Сицинина и изгнал из Рима антипапу Урсина, восстановив тем самым спокойствие в городе, при этом он не преследовал сторонников изгнанного Урсина. Среди граждан Рима Претекстат был известен своей справедливостью. Из других его действий можно отметить распространение в Риме единообразной системы мер и весов, а также восстановление портика, посвященного двенадцати римским языческим богам (Porticus Deorum Consentium) на римском Форуме.
По свидетельству Боэция, Претекстат отличался особой образованностью, свободно владел греческим языком, был отлично знаком с греческой философией, особенно с трудами Платона и Аристотеля, переводил их на латинский язык.
После его смерти император просил у Римского Сената копии всех его речей, а жрицы Весты предложили императору воздвигнуть статуи в его честь.

### Поддержка римского язычества

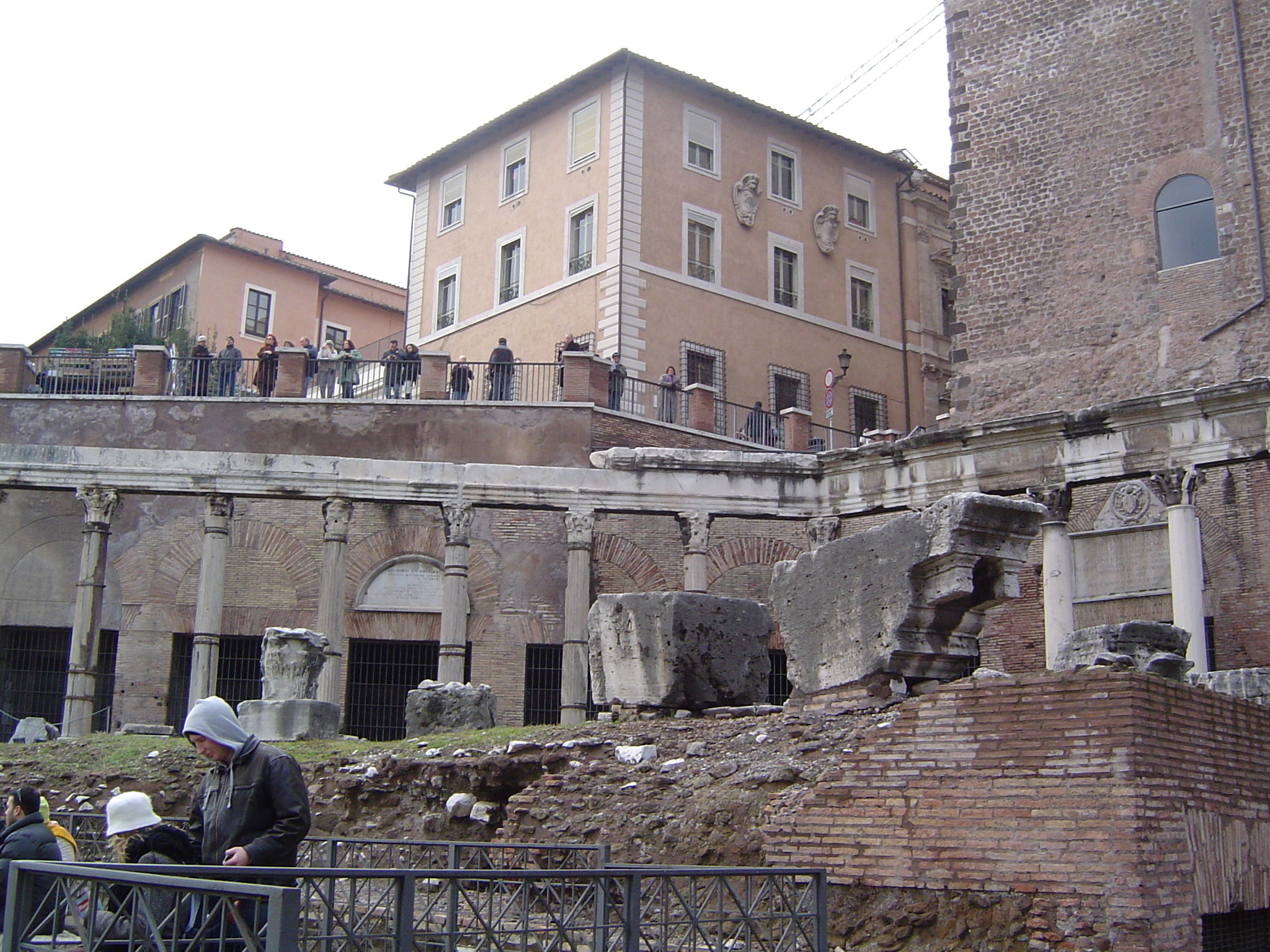
Porticus Deorum Consentium на римском Форуме, восстановленный Претекстатом в 367 году

Претекстат был одним из последних политических деятелей, поддерживавших римскую религию поздней Античности. Как и его жена, он был особенно предан культу Весты. Претекстат был дружен со многими представителями римской языческой аристократии, в частности с Аврелием Симмахом, с которым состоял в переписке.
Занимая пост проконсула Ахайи, он выступил против эдикта Валентиниана I (364), запрещавшего ночные жертвоприношения во время Мистерий. Претекстат утверждал, что этот эдикт сделает невозможным для язычников исповедовать их веру, и Валентиниан отменил собственное постановление.
В 367 году, будучи городским префектом, он занялся восстановлением Porticus Deorum Consentium на Римском Форуме, последнего значительного памятника в Риме, посвященного языческому культу.
Претекстат лично участвовал в отправлении религиозных культов. Его подпись стоит одной из первых на сохранившемся до нашего времени алтаре, посвященном Magna Mater, который стал главным местом поклонения последних язычников. Незадолго до своей смерти, он провел важную церемонию восхождения на Капитолий, близкую к языческому триумфальному шествию. В 384 году добился от Валентиниана II эдикта, объявляющего преступлением разрушение языческих храмов и предоставившего право расследовать эти преступления префекту Рима, которым в то время был Симмах.